# Queen’s Rooms
Die Queen’s Rooms sind ein ehemaliges Geschäftsgebäude in der schottischen Stadt Glasgow, das heute als Hindutempel genutzt wird. 1966 wurde das Bauwerk in die schottischen Denkmallisten in der höchsten Denkmalkategorie A aufgenommen.

## Geschichte
Die Queen’s Rooms wurden im Jahre 1857 für den Kaufmann David Bell erbaut. Bell beauftragte den schottischen Architekten Charles Wilson mit der Planung. Steinmetzarbeiten wurden von John Mossman ausgeführt. Ab etwa 1948 nutzte die Church of Christ, Scientist die Queen’s Rooms. Heute beherbergen sie einen Hindutempel.

## Beschreibung
Das Gebäude befindet sich am La Belle Place südlich des Park Districts. Das längliche Eckhaus ist drei Achsen weit und neun Achsen lang. Es ist im Stile der Neorenaissance ausgestaltet. Die zweistöckigen Rundbogenfenster sind durch breite Steinbänder horizontal geteilt, sodass im Obergeschoss der Eindruck einer durchgehenden Rundbogenarkade entsteht. Im Stile von Schlusssteinen sind die Bögen mit stilisierten Akroterien gestaltet. Entlang der Clifton Street sind die Tympana aufwändig ornamentiert. Unterhalb des abschließenden Kranzgesimses mit Zahnschnitt verläuft ein griechischer Fries. Die Giebelfläche am La Belle Place ist im Stile eines Dreiecksgiebels gerahmt.